# The Best Thief in the World
The Best Thief in the World é um filme americano, lançado em 2004 e dirigido por Jacob Kornbluth.

## Sinopse
Izzy é um garoto que vive no bairro de Nova Iorque de Washington Heights. Sua família enfrenta uma crise depois que seu pai, Paulo, sofre um acidente vascular cerebral. Sua mãe, Sue, é uma professora de Inglês, cujo salário é suficiente apenas para pagar o aluguel do seu apartamento. Izzy tenta encontrar maneiras de escapar de seus problemas começa a invadir os apartamentos das pessoas. Izzy não rouba coisas das casas, ao invés disso ele come comida, se move em torno do mobiliário, escreve palavras em paredes, desliga as tomadas dos chuveiros, e queima pedaços de papel. Izzy sai com um grupo de crianças malvadas. Quando o seguro do médico de Paulo está se esgotando, Sue decide trazer Paul de volta para casa e cuidar dele sozinha. Quando Izzy tenta novamente invadir apartamentos, ele fica travado quando o proprietário está em casa fazendo sexo. Izzy é posteriormente levado para a delegacia de polícia local.